# أليكسي بيسباليكوف
أليكسي بيسباليكوف (بالروسية: Алексей Акимович Беспаликов؛ 27 مارس 1948 - 30 أبريل 2021) سياسي روسي. خدم في الجمعية التشريعية في نوفوسيبيرسك أوبلاست من 2005 إلى 2010 ومجلس الاتحاد الروسي من 2010 إلى 2014.